# Győző Mogyorossy
Győző Mogyorossy (ur. 23 grudnia 1914 w Debreczynie, zm. 20 grudnia 1981 w Budapeszcie) – węgierski gimnastyk, medalista olimpijski z Londynu i uczestnik Letnich Igrzysk Olimpijskich w 1936 roku.